# هارهيكو تاكيموتو
هارهيكو تاكيموتو (باليابانية: 滝本 晴彦) (20 مايو 1997 في إيباراكي في اليابان – )؛ هو لاعب كرة قدم كان يلعب كحارس مرمى.

## وصلات خارجية
- هارهيكو تاكيموتو على موقع رابطة كرة القدم اليابانية للمحترفين (اليابانية)
- هارهيكو تاكيموتو على موقع إي إس بي إن إف سي (الإنجليزية)
- هارهيكو تاكيموتو على موقع قاعدة بيانات كرة القدم.إي يو (الإنجليزية)
- هارهيكو تاكيموتو على موقع Soccerbase.com (لاعب) (الإنجليزية)
- هارهيكو تاكيموتو على موقع Soccerway.com (الإنجليزية)
- هارهيكو تاكيموتو على موقع عالم كرة القدم.نت (الإنجليزية)